# Isaac Hill

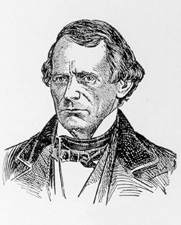
Isaac Hill

Isaac Hill, född 6 april 1789 i Middlesex County, Massachusetts, död 22 mars 1851 i Washington, D.C., var en amerikansk demokratisk politiker och publicist. Han representerade delstaten New Hampshire i USA:s senat 1831–1836. Han var guvernör i New Hampshire 1836–1839.
Hill var i 20 år ansvarig utgivare för New Hampshire Patriot i Concord. Han efterträdde 1831 Levi Woodbury som senator. Han avgick 1836 för att tillträda som guvernör. Han efterträddes 1839 som guvernör av John Page som tre år tidigare hade efterträtt honom i senaten. Hill var på nytt verksam som publicist 1840–1847.
Hill var anglikan. Han gravsattes på Blossom Hill Cemetery i Concord.